# Giochi della XV Olimpiade
I Giochi della XV Olimpiade (in finlandese: XV olympiadin kisat), noti anche come Helsinki 1952, si  svolsero a Helsinki, in Finlandia, dal 19 luglio al 3 agosto 1952. 

## Assegnazione
La selezione della città ospitante avvenne durante la 40ª sessione del CIO il 21 giugno 1947 a Stoccolma. Helsinki superò Amsterdam e cinque città statunitensi: Chicago, Detroit, Los Angeles, Minneapolis e Filadelfia.
| Città       | Paese       | 1º giro | 2º giro |
| ----------- | ----------- | ------- | ------- |
| Helsinki    | Finlandia   | 14      | 15      |
| Minneapolis | Stati Uniti | 4       | 5       |
| Los Angeles | Stati Uniti | 4       | 5       |
| Amsterdam   | Paesi Bassi | 3       | 3       |
| Detroit     | Stati Uniti | 2       | —       |
| Chicago     | Stati Uniti | 1       | —       |
| Filadelfia  | Stati Uniti | 0       | —       |

## Sviluppo e preparazione
Il periodo intercorso fra il 1948 e il 1952 fu funestato da avvenimenti preoccupanti, come la guerra di Corea e l’inizio della guerra fredda, ma fortunatamente la macchina organizzativa non si inceppò. Il miglior commento sull'edizione dei giochi risultò quello dell'Annuario dello Sport del 1953, pubblicato da La Gazzetta dello Sport che scrisse:
(Annuario dello Sport 1953)

### Sedi di gara

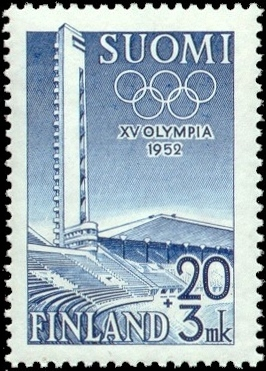
Francobollo finlandese emesso durante l'Olimpiade del 1952

Il Comitato organizzatore costruì ad Helsinki tre villaggi olimpici distinti tra loro: il primo era riservato agli atleti dei paesi alleati degli Stati Uniti, il secondo era per gli atleti alleati dei sovietici, e il terzo, secondo la tradizione, era riservato alle donne. Queste precauzioni si dimostrarono poi inutili, perché sia gli atleti sovietici che quelli statunitensi, quando si incontravano, a dispetto della guerra fredda incombente, ne approfittavano per fraternizzare.
- Hämeenlinna - pentathlon moderno
- Harmaja - Vela
- Helsinki campi da calcio - Calcio
- Huopalahti - Tiro (fucile da caccia)
- Käpylä - Ciclismo (strada)
- Kotka - Calcio
- Laakso - Equitazione
- Lahti - Calcio
- Liuskasaari - Vela
- Malmi Rifle Range - Tiro (pistola / fucile)
- Maunula - Ciclismo
- Meilahti - Canottaggio
- Messuhalli - Pallacanestro (finale), Pugilato, Ginnastica, Sollevamento pesi, Wrestling
- Stadio Olimpico - Atletica leggera, Equitazione (salto), Calcio (finale)
- Pakila - Ciclismo (strada)
- Ruskeasuo equestre Hall - Equestre (dressage, gestione degli eventi)
- Stadio di Nuoto - Immersioni subacquee, nuoto, pallanuoto
- Taivallahti - Canoa
- Tali Race Track - Equestre
- Tampere - Calcio
- Palazzo Tennis - Basket
- Turku - Calcio
- Velodromo - Ciclismo (traccia), Hockey su prato
- Campo da tennis coperto Westend - Scherma

## I Giochi

### Paesi partecipanti

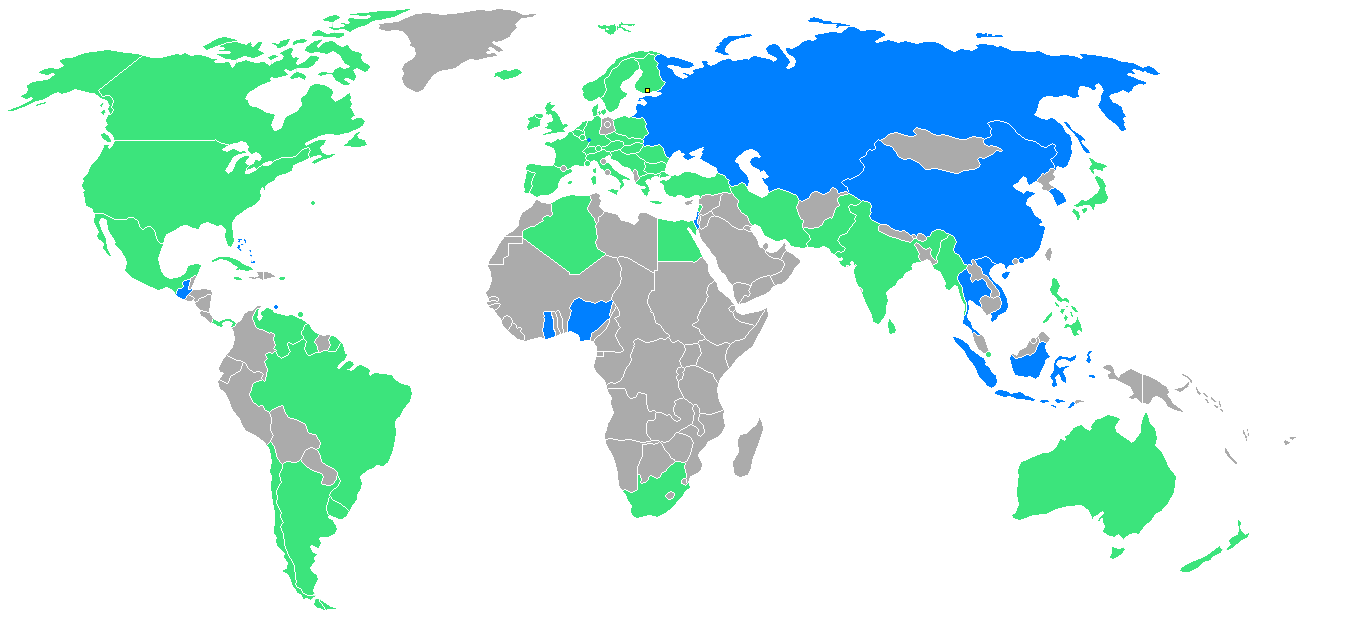
Nazioni partecipanti

Ad Helsinki le Nazioni partecipanti furono 69, diciotto più di Berlino e dieci più di Londra; fu più nutrito del solito lo schieramento delle Nazioni dell'Asia e dell'Africa e soprattutto fu la prima volta dell'Unione Sovietica (aveva un solo precedente nel 1912 come Russia), della neo-costituita Repubblica popolare cinese (per rivederla bisognerà aspettare fino all'edizione di Los Angeles del 1984) e di Israele. Lo Stato ebraico non aveva partecipato ai Giochi del 1948 a causa della guerra arabo-israeliana, mentre una prima squadra palestinese aveva boicottato i Giochi del 1936 per protestare contro il regime nazista.
La Germania e il Giappone furono nuovamente invitati, dopo essere stati esclusi all'edizione precedente. Lo stato unico tedesco non esisteva più, ma era stato diviso in tre stati distinti. Le squadre della Repubblica federale di Germania e della Saar (che nel 1955 si fusero assumendo il nome della prima) presero parte ai Giochi, senza conquistare ori; la Repubblica Democratica Tedesca (Germania Est) fu assente.
La Repubblica di Cina (Taiwan) si ritirò dai Giochi il 20 luglio, per protesta contro la decisione del CIO che permise agli atleti provenienti dalla Repubblica popolare cinese di competere.

### Discipline
Durante i Giochi della XV Olimpiade furono disputati 149 eventi relativi a 23 discipline. Tra le discipline nuove introdotte in questa rassegna rammentiamo il baseball, seppur a titolo dimostrativo, e molte specialità della ginnastica femminile come la trave, le parallele, il volteggio, il corpo libero; oltre all'inserimento della prova a squadre del pentathlon moderno e all'aggiunta di qualche specialità nei pesi e nel pugilato.

### Calendario degli eventi
| ● | Cerimonia di apertura | ● | Competizioni | ● | Numero Finali | ● | Cerimonia di chiusura |

| Sport                 | Luglio/Agosto 1952 | Luglio/Agosto 1952 | Luglio/Agosto 1952 | Luglio/Agosto 1952 | Luglio/Agosto 1952 | Luglio/Agosto 1952 | Luglio/Agosto 1952 | Luglio/Agosto 1952 | Luglio/Agosto 1952 | Luglio/Agosto 1952 | Luglio/Agosto 1952 | Luglio/Agosto 1952 | Luglio/Agosto 1952 | Luglio/Agosto 1952 | Luglio/Agosto 1952 | Luglio/Agosto 1952 | Finali |
| Sport                 | 19                 | 20                 | 21                 | 22                 | 23                 | 24                 | 25                 | 26                 | 27                 | 28                 | 29                 | 30                 | 31                 | 1                  | 2                  | 3                  | Finali |
| --------------------- | ------------------ | ------------------ | ------------------ | ------------------ | ------------------ | ------------------ | ------------------ | ------------------ | ------------------ | ------------------ | ------------------ | ------------------ | ------------------ | ------------------ | ------------------ | ------------------ | ------ |
| Cerimonia d'apertura  | ●                  |                    |                    |                    |                    |                    |                    |                    |                    |                    |                    |                    |                    |                    |                    |                    |        |
| Atletica leggera      |                    | 3                  | 5                  | 4                  | 4                  | 5                  | 2                  | 4                  | 6                  |                    |                    |                    |                    |                    |                    |                    | 33     |
| Calcio                | ●                  | ●                  |                    | ●                  | ●                  | ●                  | ●                  |                    |                    | ●                  | ●                  |                    |                    | ●                  | 1                  |                    | 1      |
| Canoa/kayak           |                    |                    |                    |                    |                    |                    |                    |                    | 4                  | 5                  |                    |                    |                    |                    |                    |                    | 9      |
| Canottaggio           |                    | ●                  | ●                  | ●                  | 7                  |                    |                    |                    |                    |                    |                    |                    |                    |                    |                    |                    | 7      |
| Ciclismo              |                    |                    |                    |                    |                    |                    |                    |                    |                    | ●                  | 1                  |                    | 3                  |                    | 2                  |                    | 6      |
| Equitazione           |                    |                    |                    |                    |                    |                    |                    |                    |                    |                    | ●                  | 2                  | ●                  | ●                  | 2                  | 2                  | 6      |
| Ginnastica            | ●                  | ●                  | 8                  | ●                  | 7                  |                    |                    |                    |                    |                    |                    |                    |                    |                    |                    |                    | 15     |
| Hockey su prato       |                    | ●                  |                    | ●                  |                    | 1                  |                    |                    |                    |                    |                    |                    |                    |                    |                    |                    | 1      |
| Lotta                 |                    | ●                  | ●                  | ●                  | 8                  | ●                  | ●                  | ●                  | 8                  |                    |                    |                    |                    |                    |                    |                    | 16     |
| Nuoto                 |                    |                    |                    |                    |                    |                    |                    | ●                  | 1                  | 1                  | 2                  | 1                  | 1                  | 2                  | 3                  |                    | 11     |
| Pallacanestro         |                    |                    |                    |                    |                    |                    | ●                  | ●                  | ●                  | ●                  | ●                  | ●                  | ●                  | ●                  | 1                  |                    | 1      |
| Pallanuoto            |                    |                    |                    |                    |                    |                    | ●                  | ●                  | ●                  | ●                  | ●                  | ●                  | ●                  | ●                  | 1                  |                    | 1      |
| Pentathlon moderno    |                    |                    | ●                  | ●                  | ●                  | ●                  | 2                  |                    |                    |                    |                    |                    |                    |                    |                    |                    | 2      |
| Pugilato              |                    |                    |                    |                    |                    |                    |                    |                    |                    | ●                  | ●                  | ●                  | ●                  | ●                  | 10                 |                    | 10     |
| Scherma               |                    |                    | ●                  | 1                  | ●                  | 1                  | ●                  | 1                  | 1                  | 1                  | ●                  | 1                  | ●                  | 1                  |                    |                    | 7      |
| Sollevamento pesi     |                    |                    |                    |                    |                    |                    | 7                  |                    |                    |                    |                    |                    |                    |                    |                    |                    | 7      |
| Tiro                  |                    |                    |                    |                    |                    |                    | 1                  | 1                  | 1                  | 1                  | 3                  |                    |                    |                    |                    |                    | 7      |
| Tuffi                 |                    |                    |                    |                    |                    |                    |                    |                    | ●                  | 1                  | ●                  | 1                  | ●                  | 1                  | 1                  |                    | 4      |
| Vela                  |                    | ●                  | ●                  | ●                  | ●                  |                    |                    | ●                  | ●                  | 5                  |                    |                    |                    |                    |                    |                    | 5      |
| Cerimonia di chiusura |                    |                    |                    |                    |                    |                    |                    |                    |                    |                    |                    |                    |                    |                    |                    | ●                  |        |
| Finali                |                    | 3                  | 13                 | 5                  | 26                 | 7                  | 12                 | 6                  | 21                 | 14                 | 6                  | 5                  | 4                  | 4                  | 21                 | 2                  | 149    |

### Cerimonia di apertura

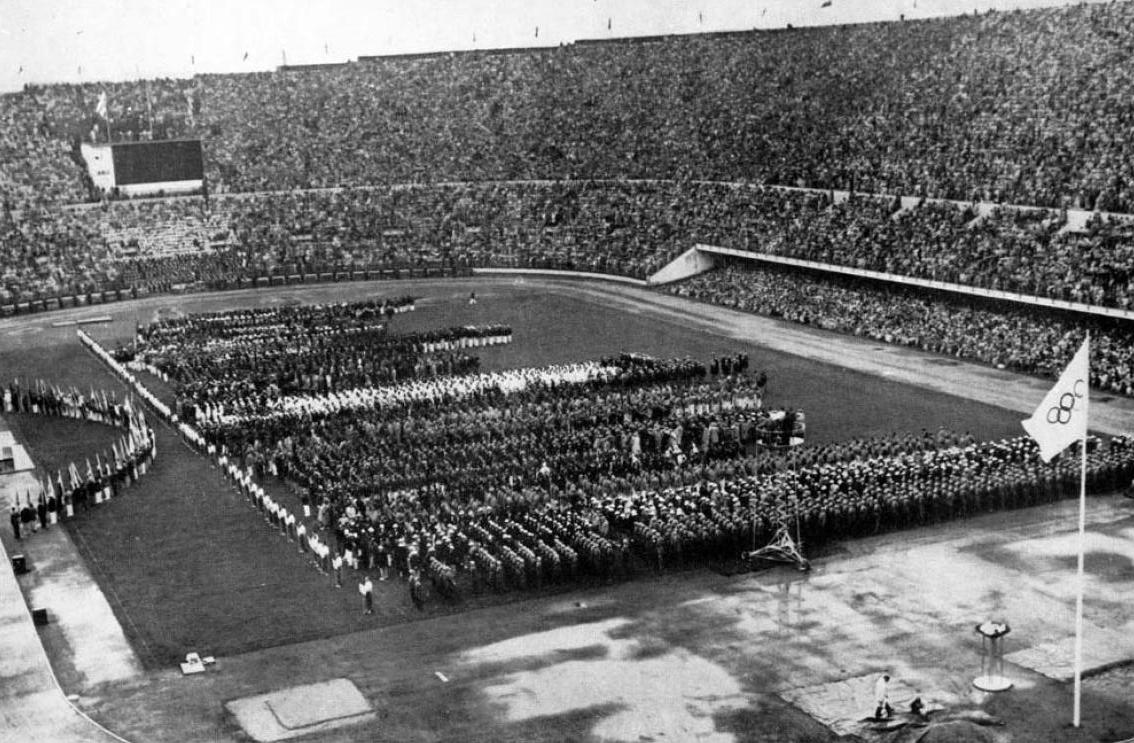
Cerimonia di apertura alle Olimpiadi di Helsinki nel 1952 all'Olympiastadion

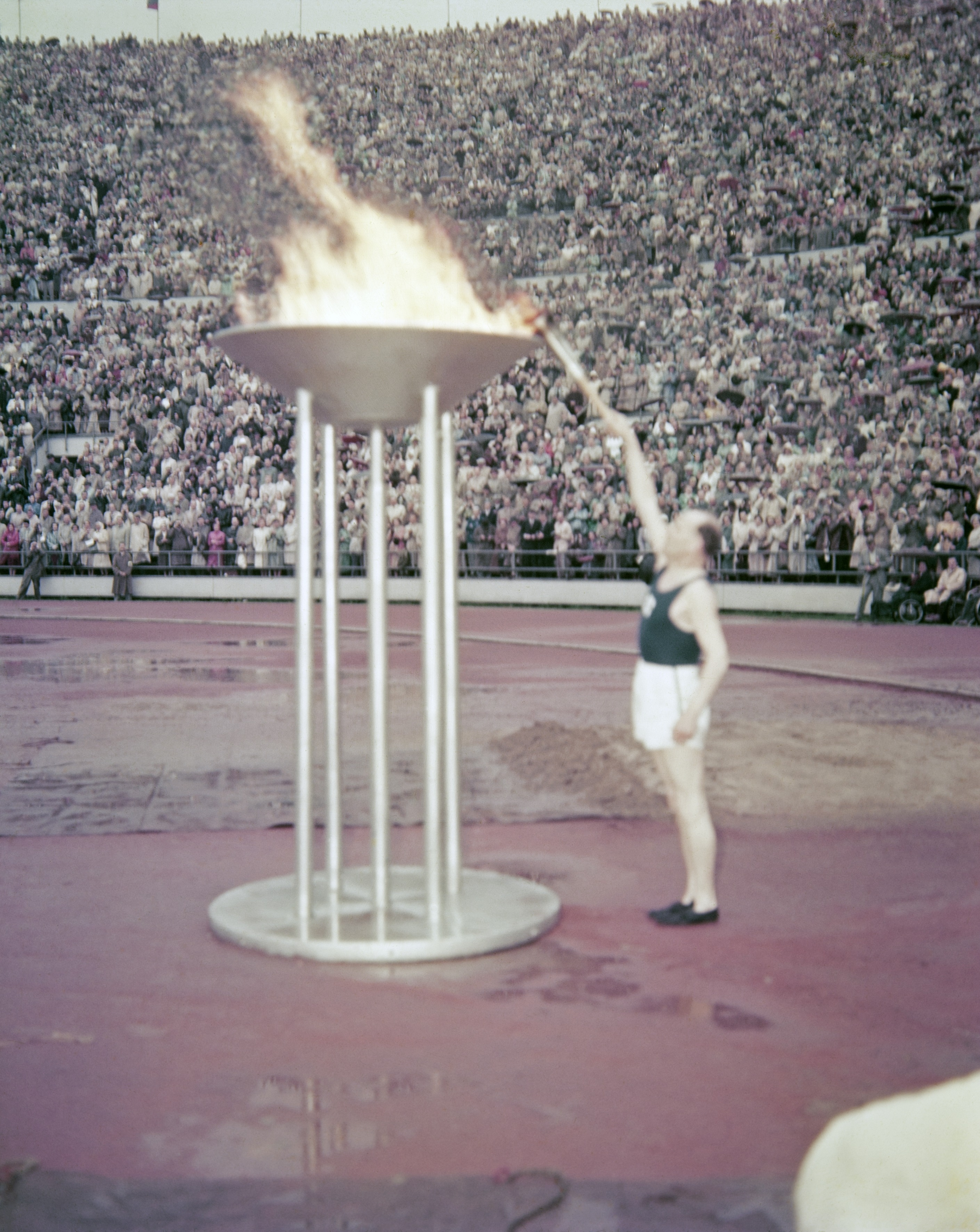
Paavo Nurmi accende la fiamma olimpica

Le olimpiadi di Helsinki furono aperte da una cerimonia inaugurale sotto la pioggia battente. Quando Paavo Nurmi, ultimo tedoforo della staffetta olimpica, fece il suo ingresso nello stadio, sia spettatori che atleti lo salutarono con applausi e grida di felicità. I giochi della XV Olimpiade furono inaugurati in uno stato di estrema allegria e fratellanza, nonostante la pioggia e le difficili situazioni politiche di quel tempo.
Per la gioia della folla finlandese, la fiamma olimpica fu accesa da due Flying Finn, i fondisti Paavo Nurmi e Hannes Kolehmainen.

### Avvenimenti principali
Riguardo l'esito tecnico delle gare, ben ventiquattro primati olimpici nell'atletica leggera furono migliorati e tre uguagliati. I primati mondiali superati furono sei, di cui ben quattro in campo femminile. Grandi passi in avanti furono compiuti in tutte le discipline, da quelle natatorie, dove vennero battuti undici primati, a quelle del sollevamento pesi.

## Risultati

### Medagliere
La spedizione sovietica si dimostrò competitiva in quasi tutte le discipline, al punto da raggiungere il secondo posto assoluto nel medagliere per nazioni, conquistando ben 22 ori, alle spalle solo della formidabile équipe statunitense risultata vincente in ben 40 occasioni (dominando nel nuoto, nell'atletica leggera e nel pugilato). Ma l'attenzione del mondo sportivo fu calamitata anche da un'altra sorprendente nazione appartenente al blocco sovietico, l'Ungheria, paese di soli 9 milioni di abitanti che con 16 ori ottenne il terzo posto assoluto nel medagliere. Si era diffuso nell'Europa orientale il "dilettantismo di Stato", introdotto dapprima dal regime fascista in Italia e poi in Germania dal nazismo. Negli Stati del "blocco sovietico" gli atleti figuravano come operai o come militari, ma impiegavano tutto il tempo ad allenarsi per le gare e lo facevano nel pieno rispetto dei regolamenti del CIO.
| Posizione | Paese             |     |     |     | Totale |
| --------- | ----------------- | --- | --- | --- | ------ |
| 1         | Stati Uniti       | 40  | 19  | 17  | 76     |
| 2         | Unione Sovietica  | 22  | 30  | 19  | 71     |
| 3         | Ungheria          | 16  | 10  | 16  | 42     |
| 4         | Svezia            | 12  | 13  | 10  | 35     |
| 5         | Italia            | 8   | 9   | 4   | 21     |
| 6         | Cecoslovacchia    | 7   | 3   | 3   | 13     |
| 7         | Francia           | 6   | 6   | 6   | 18     |
| 8         | Finlandia         | 6   | 3   | 13  | 22     |
| 9         | Australia         | 6   | 2   | 3   | 11     |
| 10        | Norvegia          | 3   | 2   | 0   | 5      |
| 11        | Svizzera          | 2   | 6   | 6   | 14     |
| 12        | Sudafrica         | 2   | 4   | 4   | 10     |
| 13        | Giamaica          | 2   | 3   | 0   | 5      |
| 14        | Belgio            | 2   | 2   | 0   | 4      |
| 15        | Danimarca         | 2   | 1   | 3   | 6      |
| 16        | Turchia           | 2   | 0   | 1   | 3      |
| 17        | Giappone          | 1   | 6   | 2   | 9      |
| 18        | Gran Bretagna     | 1   | 2   | 8   | 11     |
| 19        | Argentina         | 1   | 2   | 2   | 5      |
| 20        | Polonia           | 1   | 2   | 1   | 4      |
| 21        | Canada            | 1   | 2   | 0   | 3      |
| 21        | Jugoslavia        | 1   | 2   | 0   | 3      |
| 23        | Romania           | 1   | 1   | 2   | 4      |
| 24        | Brasile           | 1   | 0   | 2   | 3      |
| 24        | Nuova Zelanda     | 1   | 0   | 2   | 3      |
| 26        | India             | 1   | 0   | 1   | 2      |
| 27        | Lussemburgo       | 1   | 0   | 0   | 1      |
| 28        | Germania          | 0   | 7   | 17  | 24     |
| 29        | Paesi Bassi       | 0   | 5   | 0   | 5      |
| 30        | Iran              | 0   | 3   | 4   | 7      |
| 31        | Cile              | 0   | 2   | 0   | 2      |
| 32        | Austria           | 0   | 1   | 1   | 2      |
| 32        | Libano            | 0   | 1   | 1   | 2      |
| 34        | Spagna            | 0   | 1   | 0   | 1      |
| 34        | Irlanda           | 0   | 1   | 0   | 1      |
| 34        | Messico           | 0   | 1   | 0   | 1      |
| 37        | Corea del Sud     | 0   | 0   | 2   | 2      |
| 37        | Trinidad e Tobago | 0   | 0   | 2   | 2      |
| 37        | Uruguay           | 0   | 0   | 2   | 2      |
| 40        | Bulgaria          | 0   | 0   | 1   | 1      |
| 40        | Egitto            | 0   | 0   | 1   | 1      |
| 40        | Portogallo        | 0   | 0   | 1   | 1      |
| 40        | Venezuela         | 0   | 0   | 1   | 1      |
| Totale    | Totale            | 149 | 152 | 158 | 459    |

### Protagonisti
- Il team d'oro ungherese vinse il torneo di calcio, battendo la Jugoslavia 2-0 in finale.
- Emil Zátopek, nonostante il suo stato di salute non ottimo, trionfò come alle olimpiadi di Londra nel 1948: vinse i 5000 m, i 10000 m e la maratona (che non aveva mai corso prima).
- Edoardo Mangiarotti, soprannominato "il re della scherma", partecipò a tutte le olimpiadi da Berlino 1936 a Roma 1960. A Helsinki vinse l'oro nella spada individuale, superando il fratello Dario.
- Parry O'Brien trionfò nel lancio del peso e inventò una tecnica di lancio “dorsale” che si rivelerà rivoluzionaria.
- La nazionale indiana di hockey vinse il suo quinto oro consecutivo.
- Carlo Pedersoli fu il primo italiano a scendere sotto il minuto nei 100 m stile libero ma si fermò alle semifinali; diventerà famoso nel cinema con il nome di Bud Spencer.
- Bob Mathias, della squadra degli Stati Uniti, divenne il primo olimpionico a difendere con successo il suo titolo nel decathlon, con un punteggio totale di 7887 punti.
- Josy Barthel del Lussemburgo suscitò grande sorpresa vincendo nell'atletica i 1500 m, prima medaglia d'oro in assoluto per il granducato (c'era stata una medaglia d'oro a Parigi nel 1900 nella maratona, vinta però da un lussemburghese naturalizzato francese).
- Nel lancio del disco, Nina Romaškova vinse la prima medaglia d'oro per l'Unione Sovietica.
- La squadra di ginnastica femminile sovietica vinse la prima delle ben otto medaglie d'oro vinte consecutivamente.